# Castro Urdiales

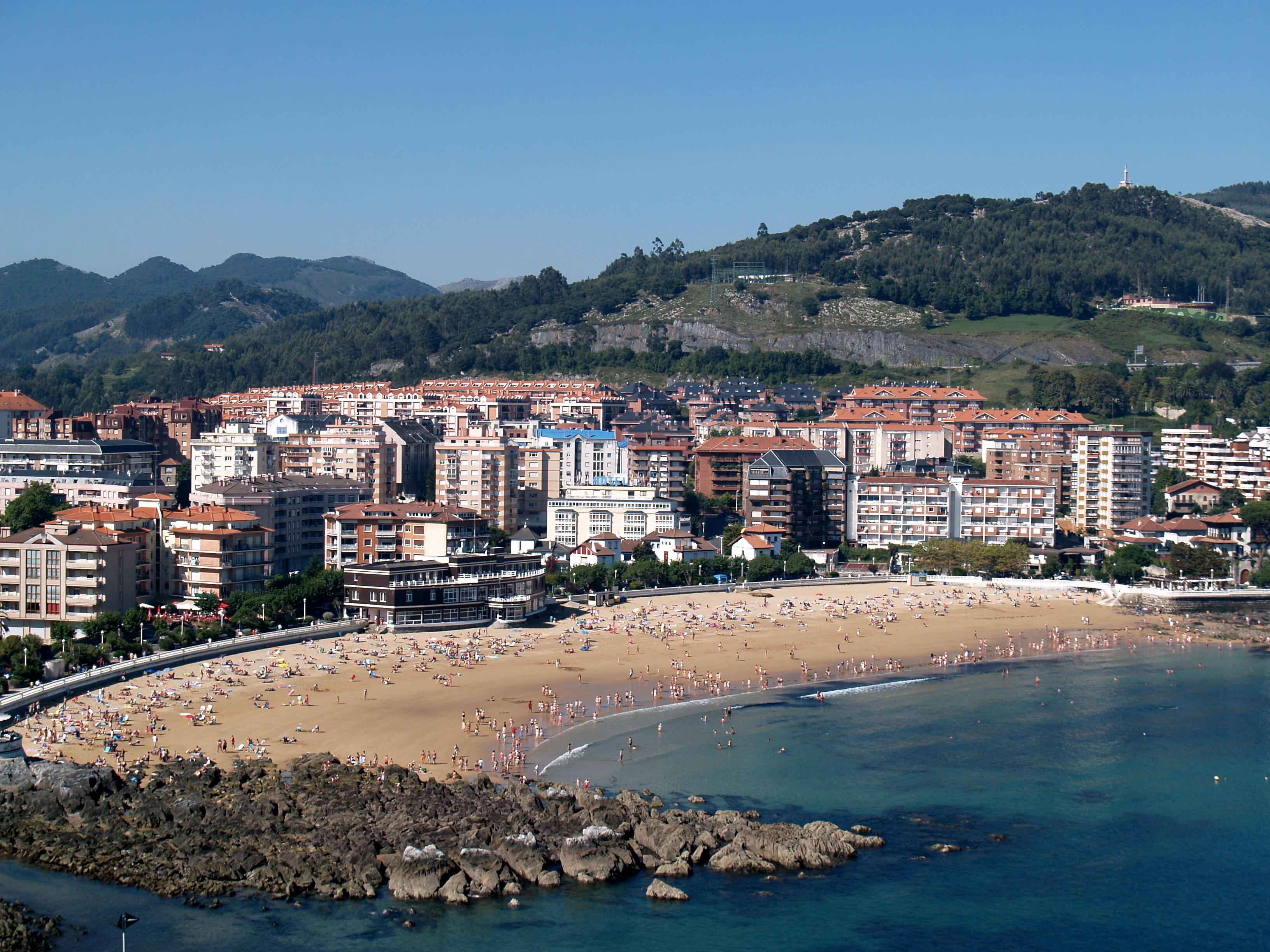
Castro Urdiales

Castro Urdiales is een gemeente in de Spaanse provincie Cantabrië in de regio Cantabrië met een oppervlakte van 97 km². Castro-Urdiales telt 31.901 inwoners (1 januari 2016).

## Demografische ontwikkeling
Bron: INE; 1857-2011: volkstellingen
Opm.: In 1857 werd de gemeente Oriñón geannexeerd; in 1877 werd de gemeente Samano geannexeerd

## Bekende inwoners
- Eladio Sánchez (1984), wielrenner